# 6월 21일
6월 21일은 그레고리력으로 172번째(윤년일 경우 173번째) 날에 해당한다.

## 사건
- 1863년 - 미국 남북전쟁 중 게티즈버그 전역: 어퍼빌 전투
- 1919년 - 독일 대양함대, 스카파플로우에서 집단으로 자침
- 1947년 - 대한민국 국제 올림픽 위원회(IOC) 가입.
- 1949년 - 농지개혁법이 제정됐다.
- 1955년 - 조선민주주의인민공화국의 군인 이운용과 이인선이 대한민국으로 귀순했다.
- 1962년 - 대한무역투자진흥공사의 전신인 대한무역투자공사가 세워졌다.
- 1963년 - 교황 바오로 6세가 262대 교황 임기를 시작되었다.
- 1989년 - 계엄사령관 딩솅비(丁性必), 천안문 6.4 항쟁 당시 "마오쩌둥 만세 공산당 만세" 외치며 시위대 7469명 학살
- 2003년 - 하마스의 지도자 압달라 카와스메(Abdallah Kawasmeh)가 요르단강 서안 지구에서 이스라엘군에 피격되어서 사망하였다.
- 2014년 - 강원도 고성군 소재 동부전선 22사단 GOP에서 총기 난사 사건이 일어나다

## 문화
- 1957년 - 킨키 일본 철도가 첫 냉방 특급의 운전 개시되었다.
- 1985년 - 프로야구팀 삼미 슈퍼스타즈, 인천에서 마지막 경기(대 롯데 자이언츠, 16:6으로 패).
- 2004년 - 미국의 한 회사가 개발한 최초의 민간 우주선 스페이스쉽 원이 우주비행에 성공하다.
- 2006년 - 새로 발견한 명왕성의 위성을 닉스와 히드라로 명명하다
- 2014년 - 인천국제공항철도 청라국제도시역이 개통되었다.

## 탄생
- 590년 - 제74대 로마의 교황 교황 마르티노 1세. (~655년)
- 1002년 - 제152대 로마의 교황 교황 레오 9세. (~1054년)
- 1367년 - 조선의 제3대 국왕 태종. (~1422년)
- 1705년 - 영국의 철학자 데이비드 하틀리. (~1757년)
- 1737년 - 이치노세키 번의 4대 번주 다무라 무라타카. (~1782년)
- 1788년 - 나폴레옹의 양자 아우구스테 폰 바이에른 왕녀. (~1851년)
- 1816년 - 영국의 통신 사업가 파울 율리우스 로이터. (~1899년)
- 1880년 - 미국의 아동심리학자 아널드 게젤. (~1961년)
- 1892년 - 미국의 신학자 라인홀드 니부어. (~1971년)
- 1900년 - 조선민주주의인민공화국의군인, 정치인 최용건. (~1976년)
- 1904년 - 대한민국의 시인, 문학평론가, 번역가 박용철. (~1938년)
- 1905년 - 프랑스의 철학자, 문학가, 작가 장 폴 사르트르. (~1980년)
- 1908년 - 대한민국의 독립운동가 매헌 윤봉길. (~1932년)
- 1912년 - 대한민국의 교육자 강성갑. (~1950년)
- 1915년 - 독일의 천문학자 빌헬름 글리제. (~1993년)
- 1920년 - 일본의 야구 선수 구스노키 야스오. (~2000년)
- 1921년
  - 미국의 배우 주디 홀리데이. (~1965년)
  - 미국의 배우 제인 러셀. (~2011년)
- 1927년 - 미국의 정치인, 클리블랜드의 첫 흑인 시장 칼 스토크스. (~1996년)
- 1932년 - 아르헨티나 태생 미국의 음악가 랄로 시프린. (~2025년)
- 1933년 - 대한민국의 군인, 정치가 박준병. (~2016년)
- 1935년 - 프랑스의 문학가 프랑수아즈 사강. (~2004년)
- 1938년 - 미국의 배우 론 엘리. (~2024년)
- 1940년 - 대한민국의 요리연구가 심영순.
- 1941년 - 미국의 배우 조 플래허티. (~2024년)
- 1942년 - 일본의 스키점프 선수 아오치 세이지. (~2008년)
- 1944년
  - 영국의 영화감독 토니 스콧. (~2012년)
  - 영국의 싱어송라이터 레이 데이비스.
- 1945년 - 페루의 변호사 루이스 카스타녜다 로시오. (~2022년)
- 1947년 - 이란의 변호사 시린 에바디.
- 1948년 - 폴란드의 판타지 소설가 안제이 삽코프스키.
- 1953년 - 파키스탄 정치인 베나지르 부토.
- 1954년 - 대한민국의 기업인 조수호. (~2006년)
- 1955년 - 프랑스의 전 축구 선수, 현 축구 행정가 미셸 플라티니.
- 1957년 - 파키스탄의 배우 사바 하미드.
- 1958년 - 대한민국의 제20대 경찰청장 이철성.
- 1959년
  - 대한민국의 가수, 작곡가, 방송인 임지훈.
  - 사우디아라비아의 시아파 지도자 님르 알님르. (~2016년)
- 1960년 - 칠레의 정치인, 외교관 무사 파키.
- 1961년 - 인도네시아의 정치인, 제7대 대통령 조코 위도도.
- 1962년
  - 한국계 러시아의 대중음악가수 빅토르 초이. (~1990년)
  - 대한민국의 전 야구 선수, 현 야구 코치 김용국.
  - 대한민국의 정치인 명현관.
- 1963년 - 일본의 만화작가, 명탐정 코난의 작가인 아오야마 고쇼.
- 1964년 - 미국의 배우 데이비드 모리시.
- 1965년
  - 대한민국의 미스코리아, 방송인, 배우, 기업인 임지연.
  - 미국의 영화감독 라나 워쇼스키.
- 1966년 - 대한민국의 핸드볼 선수 김춘례.
- 1969년 - 대한민국의 아나운서 변우영.
- 1971년 - 폴란드의 배우 토마시 카롤라크.
- 1972년 - 대한민국의 공무원 지정훈.
- 1974년 - 대한민국의 전 프로게임단 감독 이재균.
- 1976년 - 오스트레일리아의 전 축구 선수, 축구 감독 레네 아우프하우저.
- 1978년 - 미국의 골프 선수 맷 쿠차.
- 1979년
  - 일본의 배우 유민.
  - 미국의 배우 크리스 프랫.
  - 그리스의 축구 선수 코스타스 카추라니스.
- 1980년 - 대한민국의 배우 함재석.
- 1981년 - 대한민국의 전 배구 선수 김사니.
- 1982년
  - 대한민국의 야구 선수 이대호.
  - 영국의 왕세자 웨일스 공 윌리엄.
  - 대한민국의 영화 감독 박정훈.
- 1983년 - 대한민국의 배우 김방원.
- 1984년
  - 대한민국의 배우 서영.
  - 대한민국의 아나운서 강승화.
- 1985년
  - 대한민국의 전 야구 선수 황목치승.
  - 미국의 가수 라나 델 레이.
- 1986년
  - 미국의 가수 라나 델 레이.
  - 일본의 배우 마츠모토 히로야.
  - 대한민국의 배우 이재원.
  - 코트디부아르의 축구 선수 셰이크 티오테. (2017년~)
- 1987년
  - 대한민국의 가수 려욱 (슈퍼주니어).
  - 프랑스의 모델 소피 부즐로.
- 1988년 - 대한민국의 가수 겸 모델 한담희.
- 1990년
  - 대한민국의 모델 유승옥.
  - 대한민국의 배우 고성희.
  - 아르헨티나의 축구 선수 에스테파니아 바니니.
  - 크로아티아의 원반던지기 선수 산드라 엘카세비치.
- 1991년
  - 대한민국의 가수 민 (미스에이).
  - 대한민국의 야구 선수 안승민.
  - 대한민국의 희극인 장하나.
  - 대한민국의 가수, 작곡가 PERC%NT.
  - 콩고 민주 공화국의 축구 선수 가엘 카퀴타.
- 1992년
  - 대한민국의 배우 재호.
  - 대한민국의 가수 제이셉.
  - 대한민국의 래퍼 리비도.
  - 일본의 패션 모델, 배우 오카모토 아즈사.
- 1993년 - 대한민국의 가수 인호 (인투잇).
- 1994년
  - 대한민국의 야구 선수 한승택.
  - 일본의 가수 오카이 지사토 (°C-ute).
- 1995년
  - 대한민국의 음악 프로듀서 BOYCOLD.
  - 일본의 배우, 모델 바바 후미카.
  - 대한민국의 배우 김동규.
- 1996년 - 대한민국의 농구 선수 박준영.
- 1997년 - 미국의 가수 리베카 블랙.
- 1998년
  - 영국의 프리스타일 스키 선수 이저벨 앳킨.
  - 일본의 성우 코노 히요리.
- 1999년 - 대한민국의 가수 하지.
- 2001년 - 대한민국의 스피드 스케이팅 선수 정재원.
- 2007년 - 대한민국의 송종국의 딸 송지아.
- 2010년 - 대한민국의 뮤지컬 배우 윤예지.

### 미상
- 일본의 성우 쿠라오카 미즈하. (22/7)
- 대한민국의 가수 사피라 K.

## 사망
- 1377년 - 잉글랜드의 국왕 에드워드 3세. (1312년~)
- 1527년 - 이탈리아의 정치 사상가 니콜로 마키아벨리. (1469년~)
- 1582년 - 일본의 센고쿠 시대 무장 오다 노부나가. (1534년~)
- 1879년 - 조선 후기의 실학자 최한기. (1803년~)
- 1908년 - 러시아의 작곡가 니콜라이 림스키코르사코프. (1844년~)
- 1914년 - 오스트리아의 소설가 겸 급진적 평화주의자 베르타 폰 주트너. (1843년~)
- 1919년 - 독일의 법학자 프란츠 폰 리스트. (1851년~)
- 2013년 - 대한민국의 희극인, 영화 배우 남철. (1934년~)
- 2018년 - 미국의 칼럼니스트, 평론가 찰스 크라우트해머. (1950년~)
- 2019년 - 키프로스의 제9대 대통령 디미트리스 흐리스토피아스. (1946년~)
- 2020년
  - 이라크의 축구 선수 아흐메드 라디. (1964년~)
  - 칠레의 가톨릭 주교 베르나르디노 피녜라. (1915년~)
- 2021년 - 대한민국의 역사학자 김보한. (1960년~)
- 2022년
  - 대한민국의 언론인 김대곤. (1948년~)
  - 미국의 영화배우 제임스 라도. (1932년~)
  - 네덜란드의 물리학자 요안 반데르발스. (1920년~)
- 2024년
  - 이라크의 군인 살라흐 아부드 마흐무드. (1942년~)
  - 대한민국의 배우 조학자. (1935년~)
  - 미국의 수필가 프레더릭 크루스. (1933년~)
- 2025년
  - 캐나다의 정치인 존 맥칼럼. (1950년~)
  - 대한민국의 정치인 이정무. (1941년~)
  - 러시아의 영화배우 발렌티나 탈리지나. (1935년~)

## 기념일
- 해양조사의 날: 대한민국
- 스케이트보드의 날
- 세계 수로의 날
- 원주민의 날: 캐나다
- 아버지날(Father's Day): 이집트, 레바논, 요르단, 시리아, 우간다
- 순교자의 날: 토고
- 월드 휴머니스트 데이
- 세계 기린의 날 (en:List of environmental dates
- 국제 요가의 날
- 페트 드 라 뮈지크 (음악 축제)

## 같이 보기
- 전날: 6월 20일 다음날: 6월 22일 - 전달: 5월 21일 다음달: 7월 21일
- 음력: 6월 21일
- 모두 보기